# Glyphipterigidae
Glyphipterigidae là một họ bướm đêm nhỏ hay còn gọi là "bướm cây có túi" vì ấu trùng của một số loài ăn các cây cói và cây bấc.

## Hình ảnh

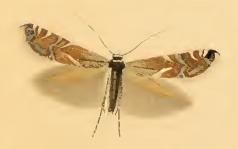
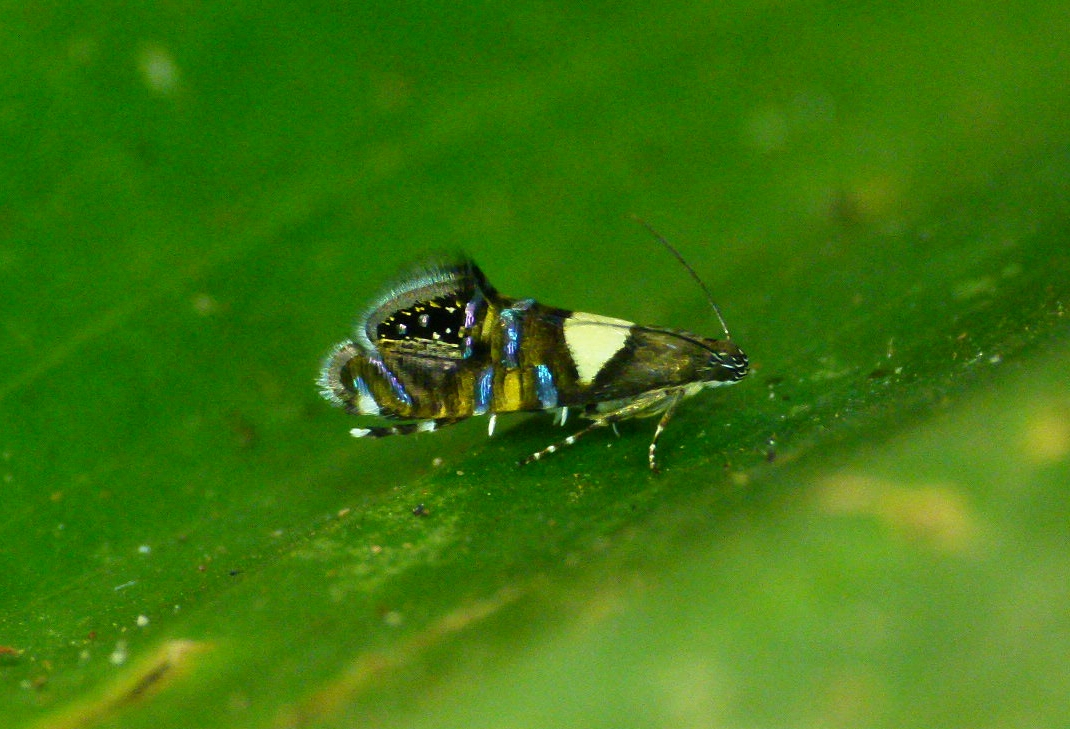

## Chi
| - Abrenthia - Aechmia - Anacampsiodes - Apistomorpha - Carmentina - Caulobius - Chrysocentris - Circica - Cotaena - Cronicombra - Desmidoloma - Diploschizia - Drymoana | - Electrographa - Encamina - Emolytis - Eusthenica - Glyphipterix - Heribeia - Irinympha - Lepidotarphius - Machlotica - Metapodistis - Myrsila - Neomachlotica - Orthotelia | - Pantosperma - Phalerarcha - Phryganostola - Rhabdocrates - Sericostola - Setiostoma - Taeniostolella - Tetracmanthes - Toxopeia - Trapeziophora - Uranophenga - Ussara |